# Johanna Schall
Pour les articles homonymes, voir Schall.
Johanna Schall, née le 19 septembre 1958, est une actrice allemande.
Elle est apparue dans 23 films et émissions de télévision entre 1976 et 2003. Elle a joué dans Les Fruits du paradis (en) (Apfelbäume), projeté dans la section Un certain regard au Festival de Cannes 1992.

## Biographie

### Famille
Johanna Schall est la fille des acteurs Ekkehard Schall et Barbara Brecht-Schall, et la petite-fille de Bertolt Brecht et Helene Weigel.

## Filmographie partielle

### Au cinéma
- 1976 : Les Souffrances du jeune Werther
- 1977 : Die unverbesserliche Barbara
- 1980 : Solo Sunny  de Konrad Wolf
- 1983 : L'Aéronef de Heiner Carow
- 1986 : La Maison du fleuve
- 1992 : Les Fruits du paradis (en) (Apfelbäume)

## Productions théâtrales en tant que metteur en scène
- Le Pélican d'August Strindberg au Deutsches Theater, Berlin
- La Mégère apprivoisée de William Shakespeare au Deutsches Theater Berlin
- L'Éveil du printemps de Frank Wedekind au Schauspiel Leipzig
- Dans la jungle des villes de Bertolt Brecht au Deutsches Theater Berlin
- La Dame de la mer de Henrik Ibsen au Schauspiel Leipzig
- Le Misanthrope de Molière au Badisches Staatstheater de Karlsruhe
- Les Brigands de Friedrich Schiller au Badisches Staatstheater de Karlsruhe
- Maître Puntila et son valet Matti de Bertolt Brecht au Volkstheater Rostock
- Die Dreigroschenoper (L'Opéra de quat'sous) de Bertolt Brecht et Kurt Weill au Théâtre Maxim Gorki de Berlin, 2007 : rôle de Peachum
- Hamlet de William Shakespeare au Volkstheater Rostock
- La Petite Catherine de Heilbronn (Käthchen von Heilbronn) de Heinrich von Kleist au Festival de Bad Hersfeld, 2009
- Der Lügenbaron Münchhausen d'Erich Kästner au Volkstheater Rostock (Big House), septembre 2010
- Le Maître et Marguerite d'après le roman de Mikhaïl Boulgakov au Théâtre d'Ingolstadt (Großes Haus), mars 2011